# Mesoleius melanurus
Mesoleius melanurus är en stekelart som beskrevs av Constantineanu 1973. Mesoleius melanurus ingår i släktet Mesoleius och familjen brokparasitsteklar. Inga underarter finns listade i Catalogue of Life.